# Opernbesetzungen der Salzburger Festspiele 2015 und 2016

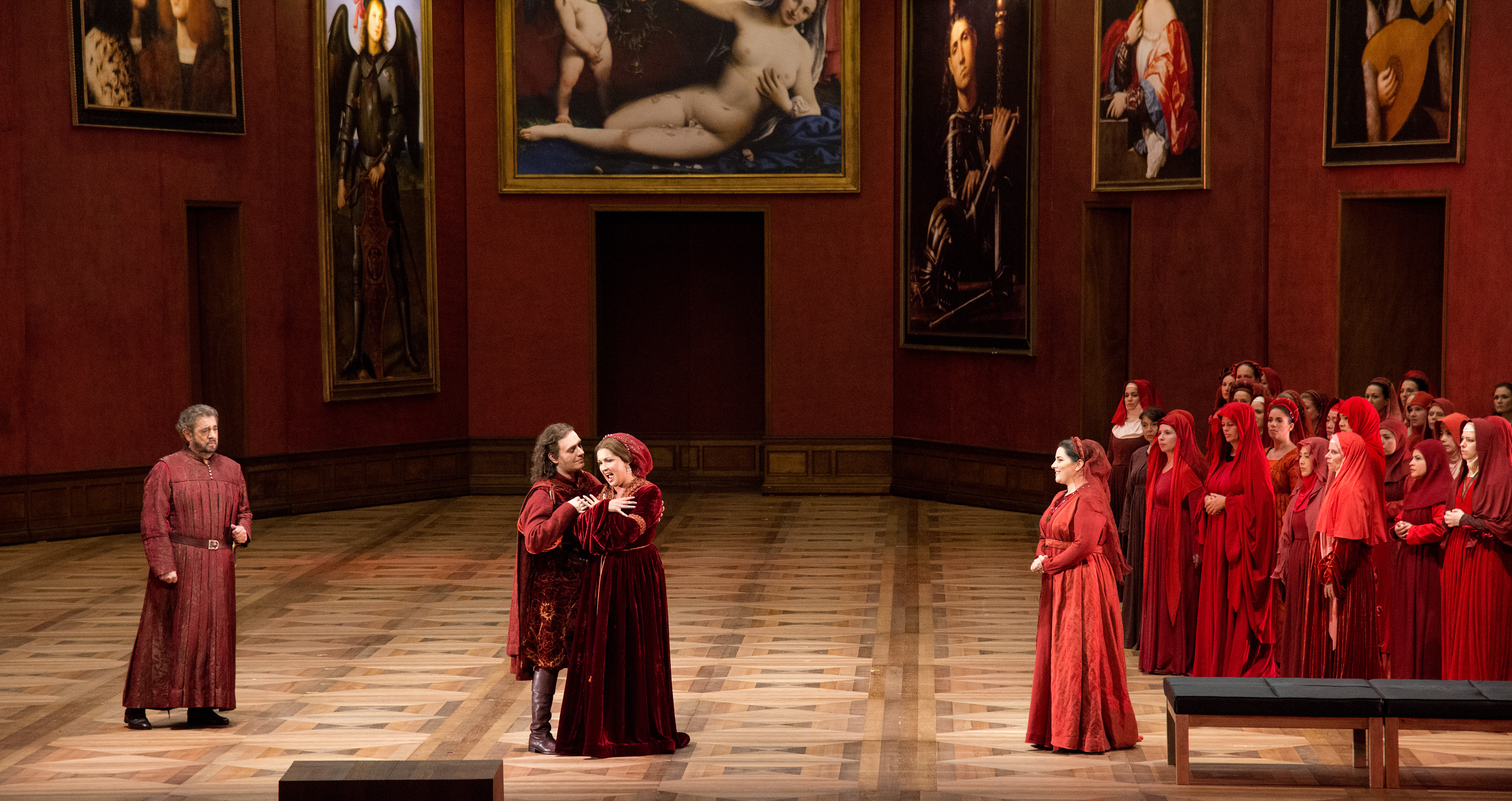
Domingo, Meli, Netrebko und Haller im Trovatore von 2014
Foto: Christian Michelides

Die Liste der Opernbesetzungen der Salzburger Festspiele 2015 und 2016 führt alle künstlerischen Mitwirkenden der Opernproduktionen der Salzburger Festspiele während der Künstlerischen Gesamtleitung von Sven-Eric Bechtolf (2015 und 2016) an.

## Konzeption
Sven-Eric Bechtolf, der die Künstlerische Gesamtleitung für die Salzburger Festspiele 2015 und 2016 übernahm, hielt sich weitgehend an die Pläne des Vorgängers Alexander Pereira, nahm aber Abschied vom Konzept, dass jede Produktion nur in einem Sommer gezeigt werden darf. Daher wurden 2015 mit Il trovatore und Der Rosenkavalier im Großen Festspielhaus, sowie mit Norma im Haus für Mozart gleich drei Erfolgsproduktionen der Vorjahre wieder aufgenommen. Von den Pfingstfestspielen übernommen wurde Iphigénie en Tauride mit Cecilia Bartoli in der Titelpartie. Neu produziert werden Mozarts Le nozze di Figaro, Beethovens Fidelio und Rihms Die Eroberung von Mexico.
2016 wurde die von Pereira in Auftrag gegebene Oper The Exterminating Angel von Thomas Adès zur Uraufführung angesetzt, ebenso eine (ebenfalls von Pereira geplante) Neuproduktion der Liebe der Danae von Hugo von Hofmannsthal, Joseph Gregor und Richard Strauss. Diese für Salzburg geschriebene Oper konnte 1944 aufgrund der Theatersperre nicht mehr uraufgeführt werden konnte, es kam nur zu einer öffentlichen Generalprobe. Es inszeniert Alvis Hermanis, es dirigiert Franz Welser-Möst. Bechtolf zeigt 2016 seine Da-Ponte-Trilogie als Wiederaufnahmen der Vorjahre, wobei Così fan tutte vom Haus für Mozart in die Felsenreitschule übersiedelt – mit fast vollständig neuer Besetzung, neuem Dirigenten und neuen Kostümen. West Side Story als Übernahme von den Pfingstfestspielen und eine Neuproduktion von Goethe/Gounods Faust in Regie und Ausstattung von Reinhard von der Thannen, der mit dieser Produktion in Salzburg debütiert, vervollständigen das Programm.

## 2015
| Die Eroberung von Mexico von Wolfgang Rihm, 26. Juli bis 10. August 2015, Felsenreitschule (fünf Aufführungen)                                                                          | | | |
| ORF Radio-Symphonieorchester Wien Ingo Metzmacher | Peter Konwitschny Johannes Leiacker Manfred Voss fettFilm Videodesign Peter Böhm, Florian Bogner Klangregie Bettina Bartz Dramaturgie | Angela Denoke Montezuma Susanna Andersson Sopran Marie-Ange Todorovitch Mezzosopran | Bo Skovhus Cortez Stephan Rehm Sprecher 1 Peter Pruchniewitz Sprecher 2 |
| Le nozze di Figaro, 28. Juli bis 18. August 2015, Haus für Mozart (sieben Aufführungen)                                                                                                 | | | |
| Wiener Philharmoniker Wiener Staatsopernchor Ernst Raffelsberger Choreinstudierung Dan Ettinger                                                                                         | Sven-Eric Bechtolf Alex Eales, Mark Bouman Friedrich Rom Ronny Dietrich Dramaturgie                                                   | Anett Fritsch La Contessa Almaviva Martina Janková Susanna Margarita Gritskova Cherubino Ann Murray Marcellina Christina Gansch Barbarina                                                                                                  | Luca Pisaroni Il Conte Almaviva Adam Plachetka Figaro Carlos Chausson Bartolo Paul Schweinester Basilio Franz Supper Don Curzio Erik Anstine Antonio |
| Fidelio, 4. bis 19. August 2015, Großes Festspielhaus (sechs Aufführungen) | | | |
| Wiener Philharmoniker Wiener Staatsopernchor Ernst Raffelsberger Choreinstudierung Franz Welser-Möst                                                                                    | Claus Guth Christian Schmidt Olaf Freese Torsten Ottersberg Sounddesign Andi A. Müller Videodesign Ronny Dietrich Dramaturgie         | Adrianne Pieczonka Leonore Olga Bezsmertna Marzelline Nadia Kichler Leonore Schatten | Jonas Kaufmann Florestan Tomasz Konieczny Don Pizarro Hans-Peter König Rocco Norbert Ernst Jaquino Sebastian Holecek Don Fernando Paul Lorenger Pizarro Schatten |
| Norma, 31. Juli bis 8. August 2015, Haus für Mozart (vier Aufführungen) | | | |
| Orchestra La Scintilla Coro della Radiotelevisione Svizzera Gianluca Capuano Choreinstudierung Giovanni Antonini                                                                        | Moshe Leiser, Patrice Caurier Christian Fenouillat, Agostino Cavalca Christophe Forey Konrad Kuhn Choreographie                       | Cecilia Bartoli Norma Rebeca Olvera Adalgisa Liliana Nikiteanu Clotilde | John Osborne Pollione Michele Pertusi Oroveso Reinaldo Macias Flavio |
| Il trovatore, 08. bis 17. August 2015, Großes Festspielhaus (vier Aufführungen) | | | |
| Wiener Philharmoniker Wiener Staatsopernchor Ernst Raffelsberger Choreinstudierung Gianandrea Noseda                                                                                    | Alvis Hermanis , Eva Dessecker Gleb Filshtinsky Ineta Sipunova Videodesign Ronny Dietrich Dramaturgie                                 | Anna Netrebko Leonora Ekaterina Semenchuk Azucena Diana Haller Ines | Francesco Meli Manrico Artur Ruciński Conte di Luna Adrian Sâmpetrean Ferrando Bror Magnus Todenes Ruiz / Un messo Matthias Winckhler Un vecchio zingaro |
| Iphigénie en Tauride, 19. und 28. August 2015, Haus für Mozart (fünf Termine), Übernahme von den Pfingstfestspielen                                                                     | | | |
| I Barocchisti Coro della Radiotelevisione Svizzera Gianluca Capuano Choreinstudierung Diego Fasolis                                                                                     | Moshe Leiser und Patrice Caurier Christian Fenouillat, Agostino Cavalca Christophe Forey Christian Arseni Dramaturgie                 | Cecilia Bartoli Iphigénie Rebeca Olvera Diana Lucia Cirillo Une femme grecque | Christopher Maltman Oreste Rolando Villazón Pylade Michael Kraus Thoas Marco Saccardin Un Scythe Walter Testolin Le Ministre |
| Der Rosenkavalier, 20. bis 28. August 2015, Großes Festspielhaus (vier Aufführungen) | | | |
| Wiener Philharmoniker Wiener Staatsopernchor Ernst Raffelsberger Choreinstudierung Salzburger Festspiele und Theater Kinderchor Wolfgang Götz Kinderchoreinstudierung Franz Welser-Möst | Harry Kupfer Hans Schavernoch, Yan Tax Jürgen Hoffmann Thomas Reimer Videodesign Christian Arseni Dramaturgie                         | Krassimira Stoyanova Feldmarschallin Sophie Koch Octavian Golda Schultz Sophie Silvana Dussmann Leitmetzerin Wiebke Lehmkuhl Annina Federica Lombardi, Catriona Morison, Dara Savinova Drei adelige Waisen Claire de Sévigné Eine Modistin | Günther Groissböck Ochs auf Lerchenau Adrian Eröd Faninal Rudolf Schasching Valzacchi Andeka Gorrotxategi Sänger Tobias Kehrer Polizeikommissar Martin Piskorski Haushofmeister bei Faninal Franz Supper Haushofmeister der Marschallin Dirk Aleschus Notar Roman Sadnik Wirt Goran Cah Ein Tierhändler Franz Gruber, Friedrich Springer, Jens Musger, Won Cheol Song Vier Lakaien/Kellner Rupert Grössinger Leopold |

### Konzertante Aufführungen
Liste folgt

## 2016
| The Exterminating Angel von Thomas Adès, Haus für Mozart, 28. Juli bis 8. August 2016 – Uraufführung (und drei Reprisen)                                                                | | | |
| ORF Radio-Symphonieorchester Wien Salzburger Bachchor Alois Glaßner Choreinstudierung Thomas Adès                                                                                       | Tom Cairns Hildegard Bechtler Jon Clark James Hurley Regiemitarbeit Christian Arseni Dramaturgie                                                              | Amanda Echalaz Lucía Audrey Luna Leticia Anne Sofie von Otter Leonora Sally Matthews Silvia Christine Rice Blanca Sophie Bevan Beatriz Frances Pappas Meni Anna Maria Dur Camila | Charles Workman Nobile Frédéric Antoun Raúl David Adam Moore Colonel Iestyn Davies Francisco Ed Lyon Eduardo Eric Halfvarson Russell Thomas Allen Roc John Tomlinson Doctor Morgan Moody Julio Franz Gürtelschmied Enrique Rafael Fingerlos Pablo |
| Così fan tutte, 29. Juli bis 12. August 2016, Felsenreitschule (sechs Vorstellungen) | | | |
| Wiener Philharmoniker Wiener Staatsopernchor Ernst Raffelsberger Choreinstudierung Ottavio Dantone                                                                                      | Sven-Eric Bechtolf Mark Bouman Kostüme Friedrich Rom | Julia Kleiter Fiordiligi Angela Brower Dorabella Martina Janková Despina | Mauro Peter Ferrando Alessio Arduini Guglielmo Michael Volle Don Alfonso |
| Die Liebe der Danae, 31. Juli bis 15. August 2016, Großes Festspielhaus (fünf Aufführungen)                                                                                             | | | |
| Wiener Philharmoniker Wiener Staatsopernchor Ernst Raffelsberger Choreinstudierung Salzburger Festspiele und Theater Kinderchor Wolfgang Götz Kinderchoreinstudierung Franz Welser-Möst | Alvis Hermanis Regie und Bühne Juozas Statkevičius Kostüme Gleb Filshtinsky Ineta Sipunova Videodesign Alla Sigalova Choreographie Ronny Dietrich Dramaturgie | Krassimira Stoyanova Danae Regine Hangler Xanthe Maria Celeng Semele Olga Bezsmertna Europa Michaela Selinger Alkmene Jennifer Johnston Leda                                     | Tomasz Konieczny Jupiter Norbert Ernst Merkur Wolfgang Ablinger-Sperrhacke Pollux Gerhard Siegel Midas alias Chrysopher Pavel Kolgatin, Andi Frueh, Ryan Speedo Green, Jongmin Park Vier Könige                                                   |
| Don Giovanni, 4. bis 21. August 2016, Haus für Mozart (sechs Aufführungen) | | | |
| Wiener Philharmoniker Philharmonia Chor Wien Walter Zeh Choreinstudierung Christoph Eschenbach                                                                                          | Sven-Eric Bechtolf Rolf Glittenberg, Marianne Glittenberg Friedrich Rom Ronny Dietrich Dramaturgie                                                            | Carmela Remigio Donna Anna Layla Claire Donna Elvira Valentina Naforniță Zerlina                                                                                                 | Ildebrando D’Arcangelo Don Giovanni Luca Pisaroni Leporello Alain Coulombe Il Commendatore Paolo Fanale Don Ottavio Alessio Arduini/Iurii Samoilov Masetto                                                                                        |
| Faust, 10. bis 29. August 2016, Großes Festspielhaus (sieben Aufführungen) | | | |
| Wiener Philharmoniker Philharmonia Chor Wien Walter Zeh Choreinstudierung Alejo Pérez                                                                                                   | Reinhard von der Thannen Regie, Bühne, Kostüme Giorgio Madia Choreografie, Regiemitarbeit Franck Evin Licht Birgit von der Thannen Dramaturgie                | Maria Agresta Marguerite Marie-Ange Todorovitch Marthe Tara Erraught Siébel | Piotr Beczała Faust Ildar Abdrasakow Méphistophélès Alexey Markov Valentin Paolo Rúmetz Wagner |
| Le nozze di Figaro, 16. bis 30. August 2016, Haus für Mozart (sechs Aufführungen) | | | |
| Wiener Philharmoniker Wiener Staatsopernchor Ernst Raffelsberger Choreinstudierung Dan Ettinger                                                                                         | Sven-Eric Bechtolf Alex Eales, Mark Bouman Friedrich Rom Ronny Dietrich Dramaturgie                                                                           | Anett Fritsch La Contessa Almaviva Anna Prohaska Susanna Margarita Gritskova Cherubino Ann Murray/Liliana Nikiteanu Marcellina Christina Gansch Barbarina                        | Luca Pisaroni Il Conte Almaviva Adam Plachetka Figaro Carlos Chausson Bartolo Paul Schweinester Basilio Franz Supper Don Curzio Erik Anstine Antonio                                                                                              |
| West Side Story, 20. und 29. August 2016, Felsenreitschule | | | |
| Orquesta Sinfónica de la Juventud Venezolana Simón Bolívar Salzburger Bachchor Alois Glaßner Choreinstudierung Gustavo Dudamel                                                          | Phil McKinley George Tsypin, Ann Hould-Ward Patrick Woodroffe Liam Steel Choreografie                                                                         | Cecilia Bartoli Maria Karen Olivo Anita | Norman Reinhardt Tony George Akram Bernardo Cody Green Riff Cheyne Davidson Doc |

### Konzertante Aufführungen
- Puccini: Manon Lescaut (1893). Münchner Rundfunkorchester, Wiener Staatsopernchor, Ernst Raffelsberger (Choreinstudierung), Marco Armiliato (Dirigent) – mit Anna Netrebko (Manon Lescaut), Yusif Eyvazov (Renato Des Grieux), Armando Piña (Lescaut), Carlos Chausson (Geronte de Ravoir), Benjamin Bernheim (Edmondo), Erik Anstine (Oste und Sergente), Patrick Vogel (Maestro di ballo und Lampionaio). Drei Aufführungen im Großen Festspielhaus am 1., 4. und 7. August 2016.

- Massenet: Thaïs (1894). Münchner Rundfunkorchester, Philharmonia Chor Wien, Walter Zeh (Choreinstudierung), Patrick Fournillier (Dirigent) – mit Sonya Yoncheva (Manon Lescaut), Plácido Domingo (Athanaël), Benjamin Bernheim (Nicias). Eine Aufführung im Großen Festspielhaus am 16. August 2016.

- Nicolai: Il templario (1840). Wiener Philharmoniker, Salzburger Bachchor, Alois Glaßner (Choreinstudierung), Andrés Orozco-Estrada (Dirigent) – mit Juan Diego Flórez (Vilfredo d’Ivanhoe), Joyce DiDonato (Rebecca), Luca Salsi (Briano di Bois-Guilbert), Adrian Sâmpetrean (Cedrico il Sassone), Franz Supper (Isacco), Kristiane Kaiser (Rovena), Armando Piña (Luca di Beaumanoir). Zwei Aufführungen im Großen Festspielhaus am 27. und 30. August 2016.